# Особистий номер (фільм)
Особистий номер (рос. Личный номер) — російська художня стрічка 2004 року режисера Євгена Лаврентьєва.

## Синопсис
Втомлений і замучений чоловік дивиться в об'єктив камери і говорить, що саме він, Олексій Смолін, разом з групою бійців спецназу здійснив вибухи житлових будинків у Буйнакську, Волгодонську, Москві, — і це лише перший кадр фільму «Особистий номер», який одразу бере за душу, без сорому використовує документально точні деталі. Картина, яку автори представляють як російський блокбастер, не щадить і далі: у Чечні йде бій на блокпосту, в арабській пустелі розробляється план широкомасштабної операції допомоги, чеченським терористам у Росії, на віллі в Італії олігарх Покровський веде переговори з представником арабського Терористичного угруповання, плануючи складну комбінацію, в результаті якої він буде рятівником Роси від терористів. Ось така закрутка фільму…

## У ролях
| Актор                 | Роль                      |
| --------------------- | ------------------------- |
| Олексій Макаров       | Олексій Смолін, майор     |
| Луїза Ломбард         | Кетрін Стоун, журналістка |
| Віктор Вержбицький    | Лев Покровський           |
| Юрій Цурило           | Карпов, генерал ФСБ       |
| Марія Голубкіна       | Тетяна Смоліна            |
| Джон Еймос            | Мелорі, адмірал ВМС США   |
| Єгор Пазенко          | Саулюс Бойкіс             |
| Костянтин Стрельников | епізодична роль           |